# Lamina montana
Lamina montana là một loài nhện trong họ Toxopidae.
Loài này thuộc chi Lamina. Lamina montana được miêu tả năm 1970 bởi Raymond Robert Forster.